# Bang Na-motorvägen

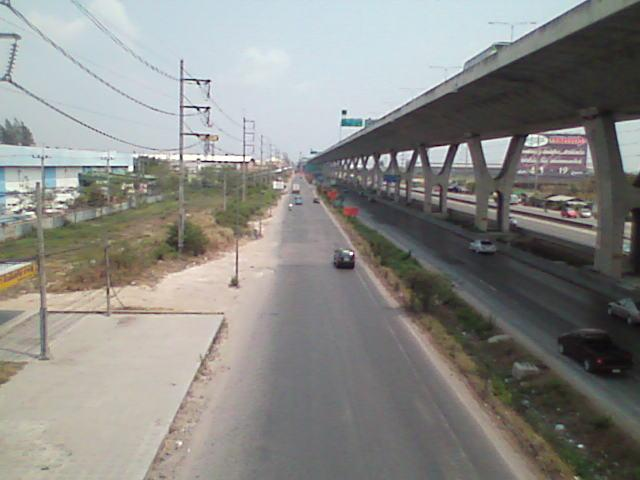
Bang Na Expressway

Bang Na-motorvägen (thai ทางพิเศษบูรพาวิถี, engelska Bang Na Expressway, fullt namn Bang Na - Bang Pli - Bang Pakong Expressway, officiellt Burapha Withi Expressway) är en motorvägsbro (upphöjd motorväg) i Bangkok, Thailand. Den totala längden är 54 km och gör den därmed till världens längsta vägbro, vid öppnandet världens längsta bro. Bang Na-motorvägen har fått sitt namn efter distriktet Bang Na i södra Bangkok.
Den längsta bron i världen som till stor del går över en vattenyta är Lake Pontchartrain Causeway i USA. Bang Na-motorvägen korsar en flod men går över land största delen av sträckan.
Bang Na-motorvägen är belagd med vägtull och systemen för detta har levererats av det svenska företaget Kapsch TrafficCom AB.